# Der getreue Paul
Der getreue Paul ist ein Märchen (AaTh 516). Es steht in Johann Wilhelm Wolfs Deutsche Hausmärchen an Stelle 39.

## Inhalt
Der König von Spanien findet beim Jagen im Wald einen Bub, nennt ihn Paul, er wächst mit seinem Sohn Ferdinand auf. Einmal werden sie zur See von Piraten dem türkischen Sultan als Sklaven verkauft. Die Sultanstochter mag sie, lässt sie im Garten ihres Schlosses am Meer arbeiten und flieht mit ihnen. Auf der Heimfahrt hört Paul Tauben reden, der Sultan schicke ein Pferd, um Ferdinand zu entführen, eine Spinne, ihn auf der Hochzeit zu vergiften. Er muss das Pferd töten, den Becher umwerfen, ohne aber zu sagen wieso, sonst wird er zu Sand- und Salzstein. Die Mutter redet Ferdinand zu, Paul handle aus Neid. Er stellt ihn zur Rede und bereut, als Paul zu Stein wird. Später träumt ihm dreimal, dass er ihn erlösen kann, wenn er ihn mit dem Blut seines Kindes bestreicht. Er will es tun, da ist Paul wieder lebendig.

## Herkunft
Der Titel Der getreue Paul ist bei Wolf nicht mit einem Sternchen (*) versehen, was laut seiner Vorrede anzeigt, dass er selbst den Text ausarbeitete. Vgl. Grimms Der treue Johannes, zum Findelkind Wolfs Das Kind vom Grabe oder Grimms Fundevogel, zur Sultanstochter schon Musäus’ Melechsala, zum Kindsopfer auch Wolfs Der Vogel Phönix. Es ist, wie in manchen Fassungen dieses Märchentyps (AaTh 516), am Ende gemildert: Die Opferbereitschaft genügt schon. Vgl. später Jahns Von der wunderschönen Prinzess, verwünscht im wilden Meer in der Steinklippe, Die drei Raben.